# Hymenophyllum oligosorum
Hymenophyllum oligosorum là một loài dương xỉ trong họ Hymenophyllaceae. Loài này được Makino mô tả khoa học đầu tiên năm 1899.